# Lim Geum-Byeol
Lim Geum-Byeol es una deportista surcoreana que compite en taekwondo. Ganó una medalla de oro en el Campeonato Mundial de Taekwondo de 2015, en la categoría de –53 kg.

## Palmarés internacional
| Campeonato Mundial | Campeonato Mundial  | Campeonato Mundial | Campeonato Mundial |
| Año                | Lugar               | Medalla            | Categoría          |
| ------------------ | ------------------- | ------------------ | ------------------ |
| 2015               | Cheliábinsk (Rusia) | Medalla de oro     | –53 kg             |